# Thomas Feibel

Thomas Feibel Autogramm Bild (2015)

Thomas Feibel (* 1962 in Santiago de Chile)   betreibt das Büro für Kindermedien in Berlin, arbeitet als freier Journalist, u. a. für Stiftung Warentest, c’t, Familie & Co, Dein Spiegel und für Radio und Fernsehen. Zum Thema „Jugend und digitale Medien“ hat er zahlreiche Bücher und Artikel verfasst. Er schreibt Romane für Kinder und Jugendliche und testet PC-Spiele, die er früher bis 2003 mit seiner „Feibel-Mäuse“-Skala (maximal sechs) bewertet. Er ist Mitbegründer des Kindersoftwarepreises TOMMI, der seit 2002 verliehen wird.
Die Bundesvereinigung Deutscher Bibliotheks- und Informationsverbände verlieh Thomas Feibel 2014 die Karl-Preusker-Medaille und würdigte damit „herausragendes Engagement im Bereich der Leseförderung und der Vermittlung elektronischer Medien für Kinder und Jugendliche“. 2023 wurde er für das Medienkompetenzprojekt Kindersoftwarepreis TOMMI mit dem HanseMerkur Preis für Kinderschutz ausgezeichnet.
Feibel lebt in Berlin und ist Vater von vier Kindern.

## Kinder- und Jugendbücher
- Computerkids auf heißer Spur 9 Bde. 1998–2001
- Geriton 5 3 Bde. 2001
- Spyland Island: spiel um dein Leben 2002 ISBN 3-505-11875-3
- Der Trick mit dem Klick: was man über Computer und die Reise ins Internet wissen muss 2003 ISBN 3-499-21241-2
- play zone – das letzte Spiel, 2003 ISBN 3-7941-7012-1
- Black Mail 2004 ISBN 3-7941-7024-5
- BACK-UP: ein Hacker-Thriller 2005 ISBN 3-570-30135-4
- I Bet you'll die, 2012, ISBN 978-3-7373-6175-0
- Like me. Jeder Klick zählt 2013  ISBN 978-3-551-31397-3
- Der verlorene Sohn 2013 (E-Book nur in der Onleihe)
- Computer aber richtig! Hilfreiches Computerwissen für die Schule 2014, ISBN 978-3-473-55380-8
- Facebook aber richtig! Richtiges Verhalten in sozialen Netzwerken 2014 ISBN 978-3-473-55381-5
- Internet aber richtig! Sicher im Netz unterwegs 2014 ISBN 978-3-473-55382-2
- Smartphone aber richtig! Sichere Nutzung von Handys & Smartphone 2014 ISBN 978-3-473-55383-9
- Die Straße, die es nicht gab 2014 (E-Book nur in der Onleihe)
- Komm, wir gehen in die Bibliothek 2014
- Ich weiß alles über dich 2016 ISBN 978-3-551-31456-7
- #SELBSTSCHULD: Was heißt schon privat? 2016 ISBN 978-3-551-31499-4
- Snapchat, WhatsApp, Instagram, 2017 ISBN 978-3-551-25098-8
- Mach deinen Medienführerschein, 2019 ISBN 978-3-551-25264-7
- hAPPy, der Hund im Handy, 2020 ISBN 978-3-551-31835-0
- NetzKrimi: Cybermobbing (Band 1)- Hilda und Hulda lösen jeden Fall, 2021 ISBN 978-3-86216-841-5
- NetzKrimi: Fake News (Band 2)- Hilda und Hulda lösen jeden Fall, 2021 ISBN 978-3-86216-843-9
- Mach deinen Medienführerschein – Dein großes Mitmachbuch, 2023 ISBN 978-3-551-19154-0
- Mach deinen Medienführerschein – Dein erstes Smartphone, 2023 ISBN 978-3-551-19155-7
- Hilfe! Eine Woche ohne Handy, 2024, ISBN 978-3-551-69115-6

## Sachbücher (Auswahl)
- Jetzt pack doch mal das Handy weg (Ullstein) 2017 ISBN 978-3-548-37719-3
- Kindheit 2.0. So können Eltern Medienkompetenz vermitteln 2009 ISBN 978-3-86851-203-8
- Killerspiele im Kinderzimmer. Was wir über Computer und Gewalt wissen müssen 2008 ISBN 978-3-636-07250-4
- Von Avatar bis Zavatar. Lexikon des Kinderalltags. Eine Übersetzungshilfe 2006 ISBN 978-3-530-40190-5
- Crashkurs: Kinder und Fernsehen 2-8 Jahre 2005 ISBN 3-12-920253-6
- Was macht der Computer mit dem Kind? Kinder im Medienzeitalter begleiten, fördern und schützen 2002 ISBN 3-89858-401-1
- Der Kindersoftware-Ratgeber 2004 2003, ISBN 3-499-61231-3
- Let’s cook! Das clevere Bürokochbuch 2002, ISBN 3-87287-507-8
- Der Kindersoftware-Ratgeber 2002, ISBN 3-499-60983-5
- Die beste Lernsoftware 2002, ISBN 3-499-60989-4
- Die Internetgeneration 2001 ISBN 3-7844-2785-5
- Gute Seiten-schlechte Seiten. Das Beste im Internet für mein Kind 2001 ISBN 3-8272-5846-4
- Großer Lernsoftware-Ratgeber 2001 2000 ISBN 3-8272-5891-X
- Großer Kindersoftware-Ratgeber 2001 2000 ISBN 3-8272-5892-8
- Großer Lernsoftware-Ratgeber 2000 1999 ISBN 3-8272-5563-5
- Großer Kindersoftware-Ratgeber 2000 1999 ISBN 3-8272-5556-2
- Großer Kindersoftware-Ratgeber 1999 1998 ISBN 3-8272-5418-3
- Kindersoftware-Ratgeber 1998 1997 ISBN 3-8272-5281-4
- Kindersoftware-Ratgeber 1997 1996 ISBN 3-8272-5174-5
- Multimedia für Kids: Spielen und lernen am Computer 1997 ISBN 3-499-60423-X